# Hernán Bueno el Viejo
Hernán Bueno (c. 1470 - 20 de octubre de 1547) fue un conquistador, encomendero, colono y patriarca de una poderosa dinastía en Moquegua, Perú. Hernán fue uno de los tres hermanos en Perú en la década de 1530, los otros dos eran los marineros Juan y Martín Bueno. Padre de Hernán Bueno el Mozo, estableció un poderoso linaje en el Virreinato del Perú. Muchas familias distinguidas de la zona hasta el siglo XIX descendían de Bueno el Viejo y su hijo.Ostentó el rango de capitán, sirviendo a las órdenes de Pedro de la Gasca en la guerra civil contra los Gonzalo Pizarro. Para distinguirlo de su hijo, los historiadores lo llaman "el Viejo".

## Biografía
Bueno, al igual que su hermano, era natural de Peñafiel. Se casó con Doña Beatriz Gascón García Zea, de Aranda del Duero, Burgos. Su único hijo conocido fue Hernán el Mozo, también nacido en Aranda probablemente hacia 1514. No está claro si la esposa e hijo viajaron con él a Perú o si él los mandó a buscar después de establecerse en Arequipa. Se afirma, sin embargo, que Bueno llegó al Perú "con su hijo y luchó en los más cruentos combates, y tomó parte también en las principales revueltas entre los conquistadores", según el historiador Rómulo Cuneo Vidal. Bueno fue uno de los primeros pobladores de Arequipa en 1539, donde poseía una gran residencia en el centro de la ciudad en la esquina de la Calle de los Mercaderes. En 1542 le fue otorgada la encomienda en Carumas por el gobernador Cristóbal Vaca de Castro.
Bueno acompañó a Pizarro desde Cajamarca hasta Cusco y participó en la expedición de 1534 desde Cusco a la región del lago Titicaca. Durante sus exploraciones, Martín Bueno descubrió la zona de Carumas, también conocida como el “valle de Catari”, en las sierras de lo que hoy es Moquegua. En 1535 o 1536 pudo haber regresado a España como un hombre rico gracias a su parte del botín del rescate de Atahualpa y, se podría especular, a una encomienda en Carumas. Se dice que Martín regresó al Perú y murió en 1538 en la Batalla de Salinas, luchando del lado de Pizarro contra la rebelión de Diego de Almagro.
Bueno el Viejo cayó muerto el 20 de octubre de 1547, en la batalla de Huarina, luchando en el bando realista durante las rebeliones de los hermanos Pizarro.